# Maurício Simões
José Maurício Fernandes Simões, mais conhecido como Maurício Simões (Recife, 11 de agosto de 1963 — Aracaju, 18 de outubro de 2011), foi um treinador de futebol brasileiro.
Em 15 anos (1994 a 2008) conquistou 14 campeonatos estaduais em seis equipes de quatro estados nordestinos. Foram 6 estaduais vencidos de 1994 a 1999 e 7 de 2001 a 2006, sendo que em 2004 foram duas conquistas; em 2008, venceu o campeonato e copa estadual de Sergipe.
Apelidado de Rei do Nordeste, é o maior vencedor de campeonatos estaduais em uma mesma região. É o segundo maior vencedor nacional de estaduais, atrás de Givanildo Oliveira e em empate com Vanderlei Luxemburgo.

## Carreira
Em 1991, quando defendia o Santa Cruz, ele foi eleito o técnico revelação do Campeonato Pernambucano.
Foi Campeão Piauiense em 1994, 1997 e 1998 pelo Picos e eleito o técnico do ano, em 1994 e 1997. Conquistou o Sergipano seis vezes pelos dois principais rivais do Estado: em 1995, 1996 e 2003 pelo Sergipe; e em 2001, 2002 e 2004 pelo Confiança.
Trabalhou no Nacional de Patos, quando assumiu o time no octogonal final da Série C de 2007, mas deixou o time na última colocação.
Em sua passagem pelo Botafogo-PB, chamou a torcida botafoguense de matuta e disse que João Pessoa era o quintal de Recife e recebeu o título de persona non grata pela Câmara Municipal de João Pessoa.
Em 2011, retornou ao Campinense, para as disputas do Campeonato Paraibano de Futebol e para a Série C. Permaneceu no clube até ser contratado pelo Salgueiro, clube pernambucano que estava na zona de rebaixamento do Brasileirão Série B. Após quatro rodadas sem conseguir uma reação, foi demitido.
Após sofrer um infarto no dia 16 de outubro de 2011, morreu dois dias depois, na UTI do Hospital de Cirurgia de Aracajú.

## Títulos
Picos
- Campeonato Piauiense: 1994, 1997 e 1998

Sergipe
- Campeonato Sergipano: 1995, 1996 e 2003

Maranhão
- Campeonato Maranhense: 1999

Confiança
- Campeonato Sergipano: 2001, 2002, 2004 e 2008
- Copa Governador de Sergipe: 2008

Campinense
- Campeonato Paraibano: 2004

Treze
- Campeonato Paraibano: 2005 e 2006